# رضا حقیقت‌نژاد
رضا حقیقت‌نژاد (۵ تیر ۱۳۵۶ – ۲۵ مهر ۱۴۰۱) روزنامه‌نگار اهل ایران بود که به عنوان کارشناس و تحلیل‌گر مسائل سیاسی با رسانه‌های فارسی‌زبان داخل و خارج از ایران همکاری می‌کرد.
او از اوایل دههٔ ۱۳۸۰ به حرفهٔ خبرنگاری مشغول شد و تا سال ۱۳۹۱ در رسانه‌های داخلی ایران فعالیت کرد. رویدادهای متأثر از اعتراض‌های سراسری پس از انتخابات ریاست‌جمهوری ۱۳۸۸ و تشدید فشار بر رسانه‌ها و روزنامه‌نگاران در ایران، او را مانند بسیاری از روزنامه‌نگاران هم نسل خود ناچار به خروج از کشور کرد. پس از آن حقیقت‌نژاد از فروردین سال ۱۳۹۸ تا پیش از مرگ در رادیو فردا مشغول به کار بود و یکی از سردبیران این رسانه بود. او یک بار نیز در سال ۱۳۸۷ به‌دلیل مطالبی که در رسانه‌های ایران و وبلاگ شخصی خود منتشر کرده بود به زندان و پرداخت جریمهٔ نقدی محکوم شده بود.

## زندگی
رضا حقیقت‌نژاد ابتدا در رشته علوم آزمایشگاهی تحصیل کرد. اما به نوشتن علاقه‌مند بود و روزنامه‌نگاری را فرا گرفت. در ابتدا خود را به لحاظ سیاسی نزدیک به جناح اصلاح‌طلبان می‌دید ولی بعداً تحلیل‌گر مخالف حکومت جمهوری اسلامی شد.
او در اواخر عمر مبتلا به سرطان روده بزرگ و متاستاز آن به کبد شد و پس از شش ماه درمان در بیمارستان شاریته در برلین، آلمان در ۴۵ سالگی درگذشت.

## روزنامه‌نگاری
رضا حقیقت‌نژاد روزنامه‌نگاری را با نشریات محلی یزد آغاز کرد و در دهه ۱۳۸۰ به عنوان سردبیر نشریه استانی خاتم فعالیت کرد. او پس از انتشار نشریه‌ای در جزیره کیش به تهران آمد و در خبرگزاری کار ایران به عنوان خبرنگار سرویس سیاسی مشغول به کار شد. حقیقت‌نژاد در سال ۱۳۸۷ به دلیل انتشار مطالبی در نشریه خاتم و چند متن در وبلاگ شخصی‌اش توسط دادگستری یزد به ۹۱ روز زندان و ۵۰ هزار تومان جریمه نقدی محکوم شد. او در جریان برگزاری انتخابات دهم ریاست جمهوری ایران در خبرگزاری ایلنا مشغول به کار بود و در دادگاه معترضین اعتراضات ۱۳۸۸ به عنوان خبرنگار حاضر شد. بعداً به روزنامه تهران امروز پیوست و از ابتدای سال ۱۳۹۰ به روزنامه هفت صبح رفت.
حقیقت‌نژاد در سال ۱۳۹۱ با هفت صبح قطع همکاری و ایران را ترک کرد. او در خارج از ایران همکاری با رسانه‌های فارسی‌زبان را ادامه داد و به عنوان کارشناس در برنامه‌های رادیویی و تلویزیونی حاضر می‌شد. گزارش‌ها و تحلیل‌هایش از اعتراضات پارک گزی در استانبول و کودتای نافرجام ۲۰۱۶ ترکیه مورد توجه قرار گرفتند. حقیقت‌نژاد طی سال‌های ۱۳۹۴ تا ۱۳۹۷ سردبیر ایران‌وایر بود و از ۱۳۹۸ به عنوان روزنامه‌نگار به استخدام رادیو فردا درآمد. سپس یکی از سردبیران این رسانه شد.
حقیقت‌نژاد پیرامون ساختار بیت رهبری و سپاه پاسداران تحقیق می‌کرد. افشای فساد در صنعت پتروشیمی از نخستین فعالیت‌های تحقیقی او پس از آغاز به کار در رادیو فردا بود.

## ربایش پیکر و دفن مخفیانه

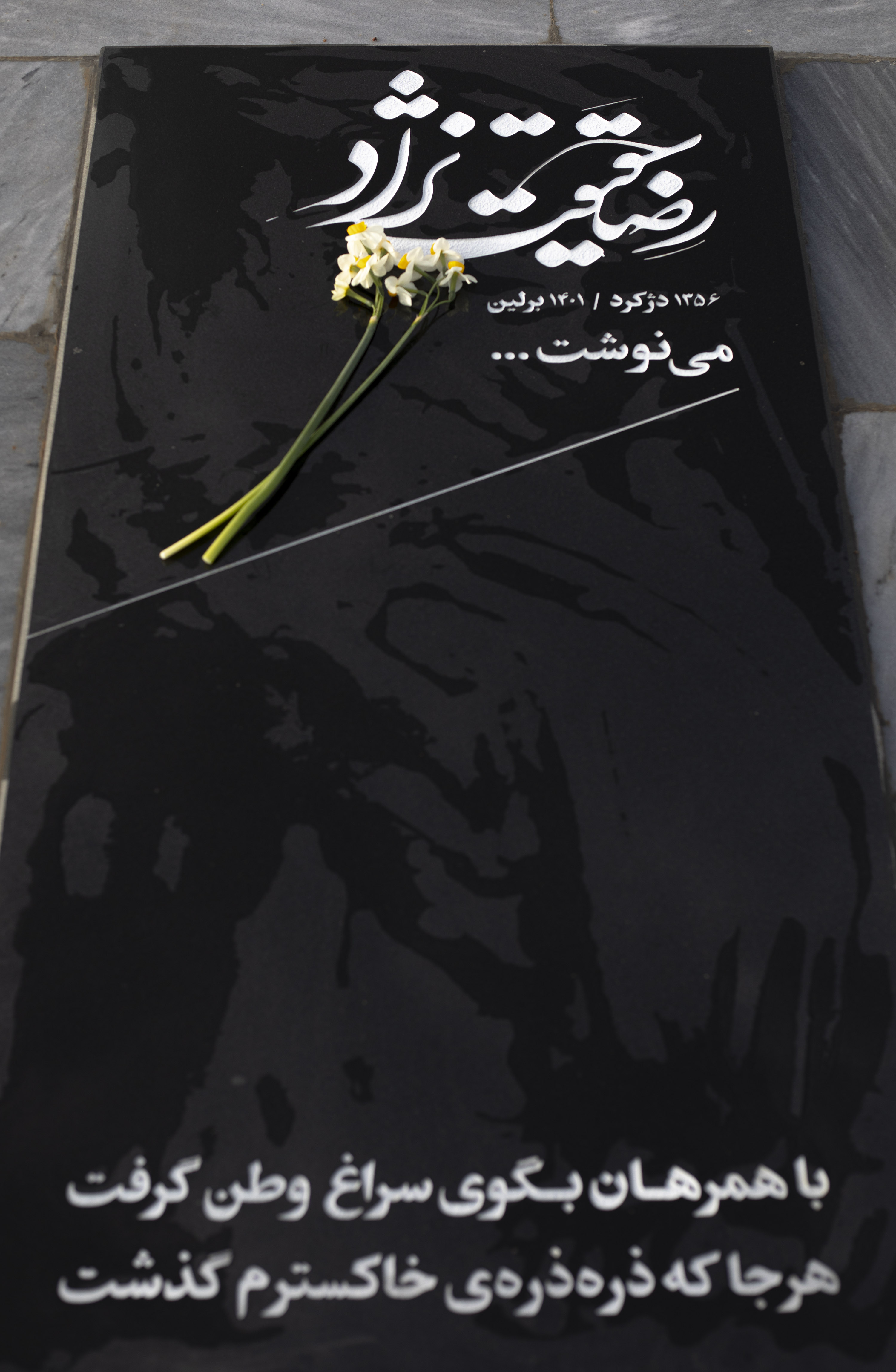
سنگ مزار

در ۴ آبان ۱۴۰۱ و همزمان با چهلمین روز کشته شدن مهسا امینی پیکر حقیقت‌نژاد که برای خاکسپاری در زادگاهش به ایران فرستاده شده بود در فرودگاه شیراز از سوی مأموران سپاه پاسداران ربوده شد. نیروهای امنیتی خانواده حقیقت‌نژاد را تحت فشار قرار دادند تا پیکر او را فوری به خارج از شیراز منتقل و تا ساعت چهار عصر چهارشنبه در قبرستان دیگری دفن کنند. پیکر او در حالی ربوده شد که مجوز رسمی از سفارت ایران در برلین صادر شده بود تا طبق قرار قبلی روز پنجم آبان در زادگاهش دژکُرد در استان فارس به خاک سپرده شود. پس از چند روز که تلاش خانواده حقیقت‌نژاد برای پس‌گرفتن پیکر او از مأموران امنیتی به نتیجه نرسید در ۸ آبان مطلع شدند که مأموران سپاه پاسداران آنان را از آخرین وداع با فرزند خود نیز محروم کرده و پیکر او را در منطقه‌ای دور از زادگاهش دفن کرده‌اند.